# Люція Балзукевич

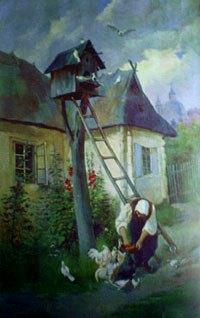
Двір. Жінка годує птахів. 1910 Автор — Л. Балзукевич

Люція Балзукевич (пол. Łucja Bałzukiewicz; 13 грудня 1887, Вільно, Російська імперія — 11 травня 1976, Люблін, Польща) — польська художниця, педагогиня.

## Біографія
Народилася в 1887 році у Вільно в мисецькій родині; дочка художника Вінценти Балзукевича, сестра художника Юзефа Балзукевича і скульптора Болеслава Балзукевича.
Навчалася живопису у Віленській художній школі під керівництвом Івана Трутнєва.
У 1907–1909 роках продовжила навчання в Парижі під наставництвом Ольги Бознанської та Анрі Мартіна (1860—1943).
У 1909–1946 роках проживала у Вільно, викладала мистецькі дисципліни в гімназії ім. Лелевеля. У 1946 році оселилася в Любліні. З 1967 року — член групи консервативних візуальних художників «Zachęta».
У післявоєнний період, в основному, писала картини сакрального жанру для багатьох церков, в тому числі в Любліні. Авторка пейзажів, натюрмортів і портретів.
Її творчості були присвячені дві персональні виставки в Любліні (1962 і 1970 роки).

## Галерея

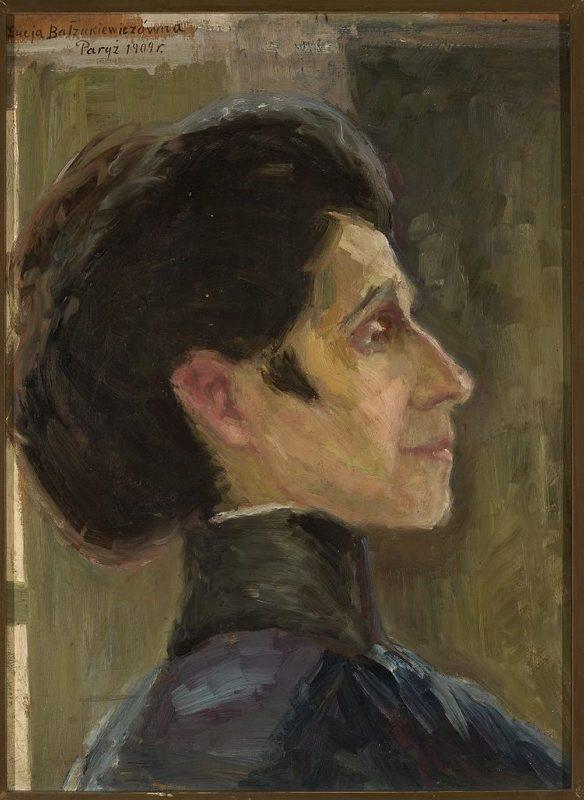
Портрет Ольги Бознанської. 1909 (Національний музей (Варшава))
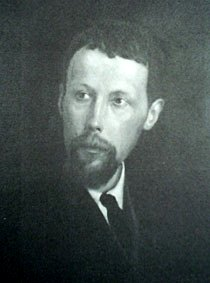
Портрет А. Вівульского. 1919 (Національний музей (Варшава))
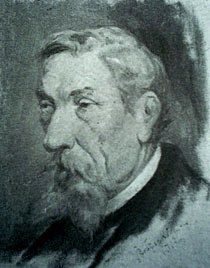
Портрет В. О. Следзінського. 1913 (Національний музей Литви)